# LMFAO
LMFAO (Елемфао) — американський хіп-хоп-гурт з Лос-Анджелеса. Утворений 2006 року діджеєм Redfoo (Стефан Кендал Горді) та його племінником SkyBlu (Скайлер Гастен Горді). 2011 року вони записали пісню Sexy And I Know It, що була використана у мультфільмі «Мадагаскар 3».
LMFAO сказав, що початкова назва пісні була Sexe Dude (читається як «Сексі Дюд») але згодом змінив її за порадою бабусі. Наразі «LMFAO» є загальним сленгом в Інтернеті та означає «Laughing My Fucking Ass Off», в цьому випадку говорять, на Hollywood Reporter, стояти на «Laughing My Freaking Ass Off» (як Управління товарним знакам США не дозволять їм товарних знаків імен, що містять слово «клятий») або відповідно до BBC, «Love My Friends And Other»

## Дискографія
- Party Rock (2009)
- Sorry for Party Rocking (2011)
- I'm Sexy and i know it (2011)